# Waniowice (stacja kolejowa)
Strzałkowice (ukr. Ваньковичі, ros. Ваньковичи) – stacja kolejowa w miejscowości Waniowice, w rejonie samborskim, w obwodzie lwowskim, na Ukrainie.
Stacja powstała w czasach Austro-Węgier. Budynek stacyjny w stylu galicyjskim.